# Le déjeuner (Monet)
Le déjeuner (Nederlands: De lunch), oorspronkelijk getiteld Panneau decoratif (Decoratief paneel), is een schilderij van de Franse kunstschilder Claude Monet, olieverf op doek, 160 × 201 centimeter groot, gemaakt in 1873-1874. Het is een impressionistische weergave van een niet afgeruimde lunchtafel en enkele figuren in de bloementuin van de schilder. Het schilderij bevindt zich sinds 1886 in het Musée d'Orsay te Parijs, uitgeleend door het Louvre.

## Monets bloementuinen
In 1853, na twee cholera-epidemieën, gaf Napoleon III de préfet van het departement van de Seine Georges-Eugène Haussmann opdracht de nog goeddeels Middeleeuwse binnenstad van Parijs, met zijn talloze steegjes, volledig te verbouwen tot een moderne stad. Er moesten brede rechte straten en boulevards komen en monumentale gebouwen van vier of vijf verdiepingen, met balustradebalkons op de eerste etage. Haussmann liet bovendien grote parken en tuinen aanleggen in de stad, met kleurige bloemenbedden.
Mede onder invloed van Haussmanns parken zouden vanaf 1870 ook veel Parijzenaars bloementuinen aanleggen: een soort van nieuwe hobby die tot die tijd alleen aan de rijke aristocratie was voorbehouden. Kleine tuintjes ontstonden in de stad zelf, waar alle nu ruimer gebouwd was, maar de mooiste bloementuinen werden aangelegd net buiten de stad, bij de buitenhuizen van enigszins vermogende Parijzenaars in de voorgebieden van Parijs' welke in die tijd snel en makkelijk bereikbaar waren geworden per trein.
Tot de Parijzenaars die een huis kochten buiten de stad en daar prachtige bloementuinen aanlegden, behoorden ook diverse impressionistische kunstschilders, waaronder Claude Monet. In 1871 kocht Monet een buitenhuis in Argenteuil, ten noordwesten van Parijs, en ontwierp er een prachtige bloemengaard. In 1883 deed hij dat nog eens dunnetjes over bij zijn nieuwe buitenhuis in Giverny. In zijn ontwerpen streefde hij naar het creëren van een caleidoscoop van kleuren, welke behalve voor zijn eigen genot diende tot inspiratie voor zijn werken. Gedurende zijn hele verdere leven zou hij zijn zelf ontworpen tuinen blijven schilderen, ook nog na 1890, toen veel collega-impressionisten het tuinthema inmiddels alweer achter zich hadden gelaten. Zijn waterlelies zijn daarvan wellicht het meest bekend. Le déjeuner is een van de vroegste voorbeelden.

## Afbeelding
Le déjeuner toon een charmante en spontane impressie van een familietafereel in Monets tuin te Argenteuil: de lunch is voorbij, maar de tafel is nog niet afgeruimd. Monets zoon Jean (1867-1914) zit naast de tafel nog met wat houtblokjes te spelen in de schaduw van het tuinpad. Een hoedje hangt nog in de boom. Een tas en parasol liggen vergeten op de bank. Op de achtergrond maken twee dames nog een ommetje.
Het feitelijke thema van Le déjeuner, in weerwil van de titel, is echter de bloemenpracht van Monets tuin, weergegeven in dominante contrasten en heldere tonen, overwegend in rood en groen. Met stippen en korte stroken suggereert hij de grote struiken fuchsia's, geraniums en rozen, welke hij speels varieert met de vlekken van het zonlicht dat de tuin in de vroege namiddag beschijnt. Doorheen de bomen valt het licht in smetten op de jurken van de wandelende dames, op het pad, de koffiekan en het tafellaken, op enkele spijlen van de houten tuinbank, op het hoedje in de boom, en op Jeans outfit. Bij uitstek toont het schilderij Monets meesterschap om uit schijnbaar willekeurige stroken en stippen een welhaast perfect harmonisch geheel te creëren en de atmosfeer te raken "van een evenzeer perfect moment in de middag".

## Ontstaan, opdracht en expositie
Le déjeuner is een van de weinige grote werken die Monet na 1870 nog schilderde. Eveneens uitzonderlijk was dat hij het doek niet 'en plein air' maakte, maar in zijn atelier, waarschijnlijk op basis van (verloren gegane) houtskoolschetsen. Ook in zijn studio echter, wist hij het buiteneffect 'buiteneffect' treffend te raken.
Monet stelde het schilderij in 1876 tentoon tijdens de tweede grote impressionistententoonstelling onder de titel Panneau décoratif, refererend aan haar oorspronkelijke bedoeling: decoratie van het kasteel van zijn mecenas Ernest Hoschedé. De twee vrouwen op de achtergrond zouden heel goed Hoschedé's vrouw Alice en Monets vrouw Camille Doncieux kunnen zijn, toentertijd innige vriendinnen. Na de dood van Ernest Hoschedé in 1891 (Camille overleed al in 1879), zouden Monet en Alice met elkaar in het huwelijk treden.

## Galerij

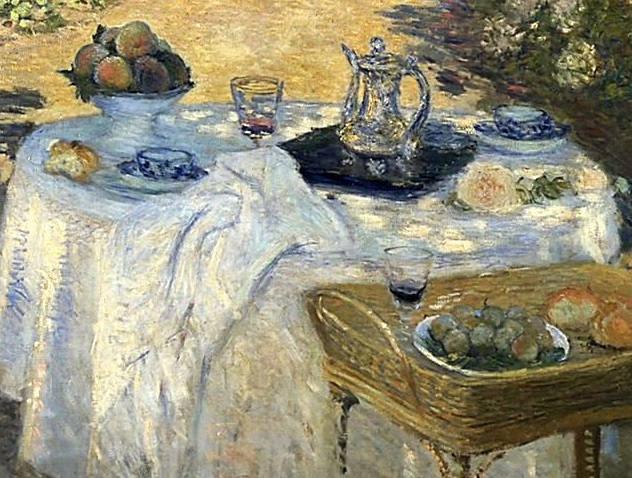
Detail: tafelstilleven
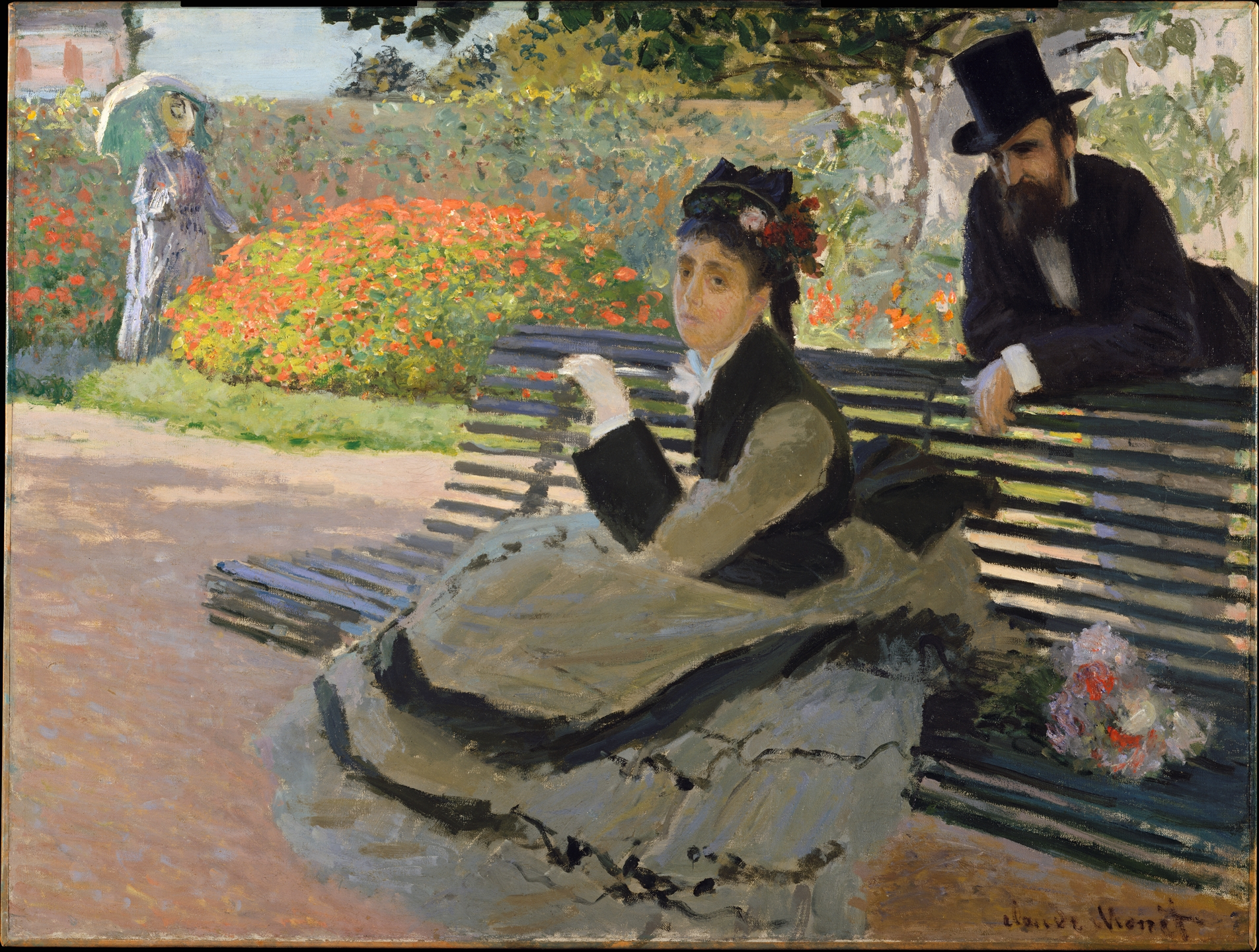
Camille Monet gezeten op een tuinbank, zelfde tuin, zelfde periode, 1873
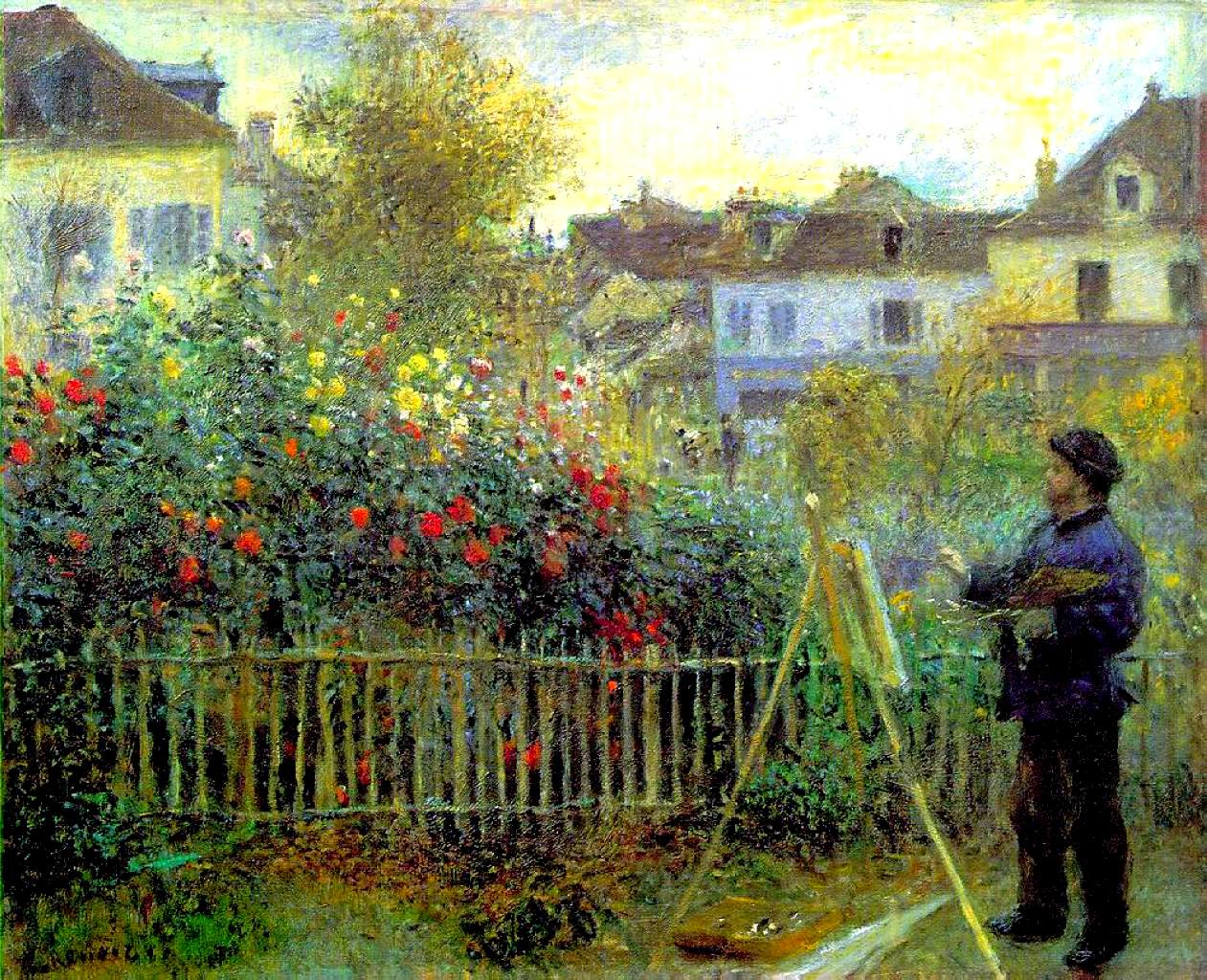
Renoir: Monet schildert in zijn tuin te Argenteuil, 1873